# Brzozowiec (Opole)
Pour les articles homonymes, voir Brzozowiec.
Brzozowiec est une localité polonaise de la gmina et du powiat de Namysłów en voïvodie d'Opole.